# Панеа (фортеця)
Панеа (крим. Paneya) — руїни укріплення X—XV століття, що розташовані на Південному березі Криму над західною околицею селища Сімеїз на вершині скелі Панея. На думку істориків, тут існувало поселення римського часу, у X—XIII столітті укріплений монастир і в XIV—XV столітті — генуезький замок у складі капітанства Готія. Рішеннями Кримського облвиконкому № 595 від 5 вересня 1969 року та № 16 від 15 січня 1980 року (реєстраційний № 491) укріплення «Панеа» VIII—XV століття оголошено історичною пам'яткою регіонального значення.

## Опис
Укріплення розташоване на березі моря, на конічній скелі, обмеженій з північного заходу та заходу урвищами, що спадають у море, з дуже крутим південним схилом і доступними північно-східним і східним схилами. Скеля, судячи з археологічних досліджень, була заселена з останніх століть до н. е., а у VIII столітті поруч зі скелею засновується поселення («Ай-Панда»), що проіснувало до XIII століття. У X столітті на скелі уло споруджено укріплений монастир, який діяв також до XIII століття. Існує версія, що між 1380-м і 1420 роками монастир перейшов у володіння генуезців, що перебудували його в замок, що існував до завоювання Криму османськими військами 1475 року.
Укріплення на вершині скелі умовно ділиться на три ділянки, розділених загостреним гребенем: нижній майданчик над морем, майданчик біля оборонної стіни і середній. З півночі та сходу замок був обнесений оборонним муром завтовшки 2-2,2 м, складеним із бутового каменю на вапняному розчині, що зберігся на деяких ділянках на висоту 3,5-4 м. Майже в центрі північної ділянки оборони розташовувалася башта, на відстані 18 м на схід від неї була інша кругла башта, діаметром близько 6 м, що прикривала браму, до якої йшла стародавня дорога. З воріт потрапляли в нижню частину фортеці, звідки до сторожового посту на вершину вів вузький прохід із вибитими в скелі сходами. Уся закрита стінами територія має розміри приблизно 40 на 60 м. На нижньому майданчику розкопано залишки храму, який тричі перебудовувався після пожеж. У першому храмі IX—X століття підлога була викладена мозаїкою, що зображала павичів, які клюють виноград — Домбровський вважав, що роботу виконали херсонеські майстри з привезених звідти ж матеріалів. У X столітті церква згоріла і була перебудована, нову підлогу було вистелено мармуровими плитами, але вона знову згоріла вже в XIII столітті і була знову відновлена в тих самих межах. У генуезький період православний храм переробили на «невелику капелу». Також було досліджено залишки значної будівлі на середньому майданчику біля стіни генуезького часу (ХІІІ-ХV століття), за визначенням Домбровського — кордегардії. Житловий район із малих будівель розкопано у розколині, утерасованій п’ятьма підпірними стінами на південно-західному схилі скелі.

## Історія вивчення
Перше повідомлення про існування руїн на пагорбі зробив Петро Кеппен у книзі «Про давнину південного берега Криму та гір Таврійських» 1837 року. Вчений описав залишки стін укріплення з північного заходу та південного сходу, складених із дуже великого буту на вапняному розчині.
Наступна згадка в науковій літературі належить Миколі Ернсту, який у книзі «Соціалістична реконструкція Південного берега Криму» 1935 року відносив пам'ятник (Панея) до IX—XII століття, згадував про залишки стін та споруд усередині фортеці, згадував про пам'ятник Микола Рєпніков у статті «Роботи на південному березі Криму» того ж року, коротко в розділі Археологічна карта... доробку «Ранньосередньовічні сільські поселення південно-західної Таврики» описав Анатолій Якобсон. Невеликі та єдині поки що розкопки у 1966 році провів південнобережний загін Інституту археології АН УРСР під керівництвом Олега Домбровського, які дозволили встановити часові рамки та будівельні особливості пам'ятника.